# Webvan
Webvan fue una empresa puntocom dedicada a la entrega de alimentos a domicilio, con sede en Foster City, California. Ofrecía entregas en un plazo de 30 minutos, según la elección de los clientes.En su punto más alto, operaba en diez regiones de Estados Unidos, incluyendo San Francisco, Dallas, Los Ángeles, Chicago, Seattle y Atlanta.La empresa esperaba expandirse a 26 ciudades para 2001, pero se declaró en quiebra ese mismo año tras solo tres años de actividad.
Mucho después del colapso de Webvan, el modelo de negocio de entrega de comestibles resurgió con fuerza alrededor de 2020, impulsando la competencia entre diversas empresas que operan tiendas oscuras.

## Historia
Webvan fue fundada en 1996, en plena burbuja puntocom, por Louis Borders, cofundador de la cadena de librerías Borders en 1971.

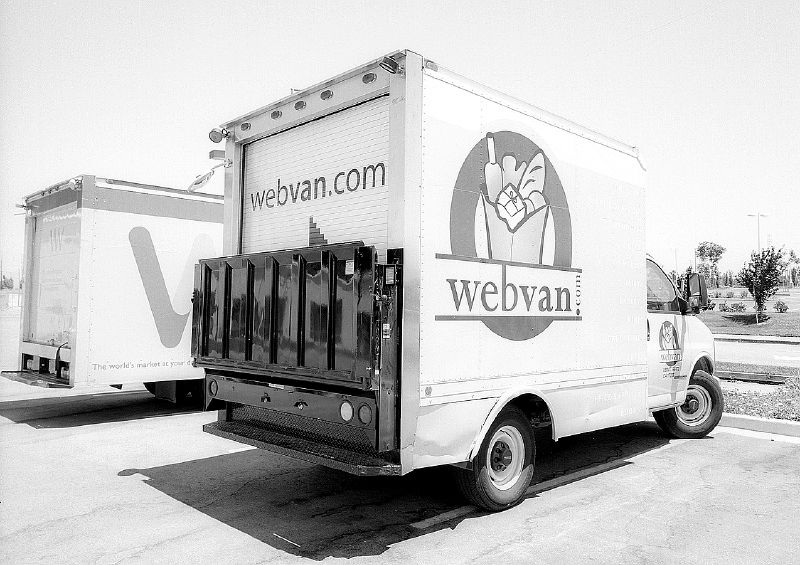
Camión de entrega Webvan

### Crecimiento
Los inversores de Webvan presionaron a la empresa para expandirse rápidamente y aprovechar su posición como pionera en el mercado.Sin embargo, este crecimiento acelerado fue señalado como una de las principales causas de su colapso.La compañía comenzó a aceptar pedidos en el área de la Bahía de San Francisco en junio de 1999.
Webvan invirtió agresivamente en infraestructura, incluyendo un pedido de mil millones de dólares a Bechtel para construir almacenes y la compra de una flota de camiones de reparto.En 2000, adquirió a su competidor HomeGrocer, que también operaba con pérdidas, en un acuerdo de 1200 millones de dólares en acciones.Ese mismo año, Webvan alcanzó ventas de 178,5 millones de dólares, pero enfrentó gastos que sumaron 525,4 millones de dólares.

### Financiación
En 1997, Webvan recibió inversiones iniciales en su ronda de Serie A, con Benchmark Capital, Sequoia Capital y Louis Borders aportando 3,5 millones de dólares cada uno, adquiriendo acciones a 9,58 dólares cada una.Más adelante, Sequoia inyectó otros 50 millones de dólares, mientras que Softbank Capital aportó 160,3 millones y la división de capital de riesgo de Goldman Sachs sumó 50 millones adicionales.E-Trade y Yahoo! también participaron, invirtiendo 10 millones de dólares cada uno.En total, Webvan recaudó más de 396 millones de dólares de capitalistas de riesgo.
En noviembre de 1999, en plena burbuja puntocom, Webvan recaudó 375 millones de dólares adicionales a través de una oferta pública inicial, lo que elevó su valoración a más de 4.800 millones de dólares.Sin embargo, hasta ese momento, la empresa solo había generado ingresos acumulados de 395.000 dólares, con pérdidas netas que superaban los 50 millones de dólares.

### Gestión
Ninguno de los altos ejecutivos o inversores principales de Webvan tenía experiencia en la gestión de supermercados, incluido su CEO, George Shaheen, quien había dejado su puesto como director de Andersen Consulting (hoy Accenture) para unirse a la empresa.Webvan acordó pagarle a Shaheen un salario anual de 375,000 dólares de por vida, después de que renunciara a un salario de 4 millones de dólares anuales en Andersen.Cuando Webvan se declaró en quiebra en julio de 2001, Shaheen era un acreedor no garantizado.Shaheen dejó su cargo en abril de 2001, justo cuando la compañía estaba al borde del colapso.

### Quiebra
Webvan perdió más de 800 millones de dólares y cerró en junio de 2001, declarando la quiebra y despidiendo a 2.000 empleados.Como parte de su proceso de cierre, todos los alimentos no perecederos fueron donados a bancos de alimentos locales.

## Razones de su fracaso
Los comentaristas señalan varias razones para el fracaso de Webvan:
- Expansión agresiva a muchas ciudades sin demostrar su modelo de negocio en su primer mercado.[20]
- Un modelo de negocio dirigido a los consumidores masivos sensibles a los precios en lugar de a los consumidores de gama alta que serían más rentables[7]
- Construir sus propios almacenes e infraestructura de cumplimiento desde cero,[7]en contraste con servicios como Peapod que sobrevivió a la crisis de las puntocom y utilizó la infraestructura de los supermercados existentes (al igual que el posterior Instacart)

CNET nombró a Webvan uno de los mayores fracasos de las puntocom de la historia.

## Legado

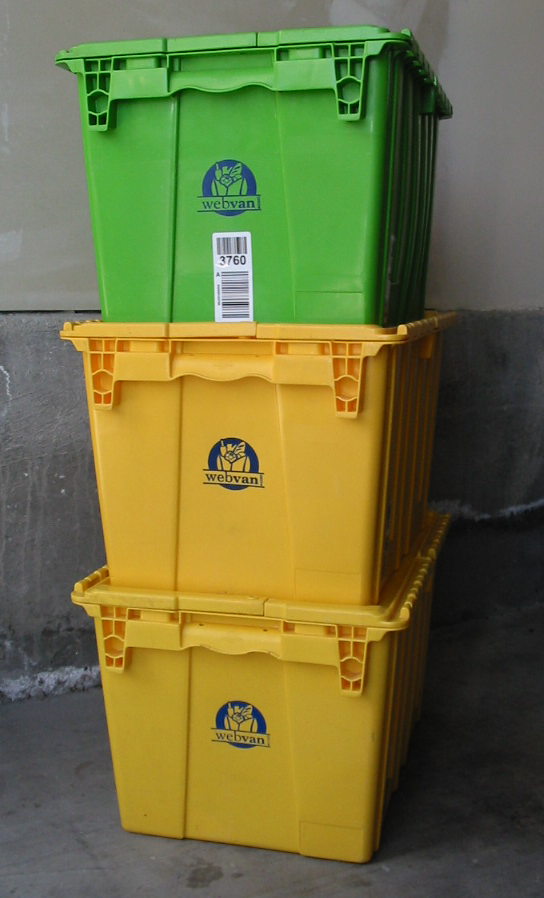
Miles de contenedores Webvan sobreviven como contenedores de almacenamiento domésticos

Hoy en día, muchos de los contenedores de plástico de colores utilizados por Webvan para los envíos se usan para almacenamiento doméstico.Además, las furgonetas distintivas de la empresa, ahora repintadas, todavía se pueden ver en algunas áreas.
Varios ejecutivos de Webvan se unieron a Amazon.com después del colapso de la empresa.
Desde alrededor de 2020, numerosas empresas han comenzado a competir por ofrecer entregas ultrarrápidas, reviviendo el concepto de Webvan.